# Sistema Transcol

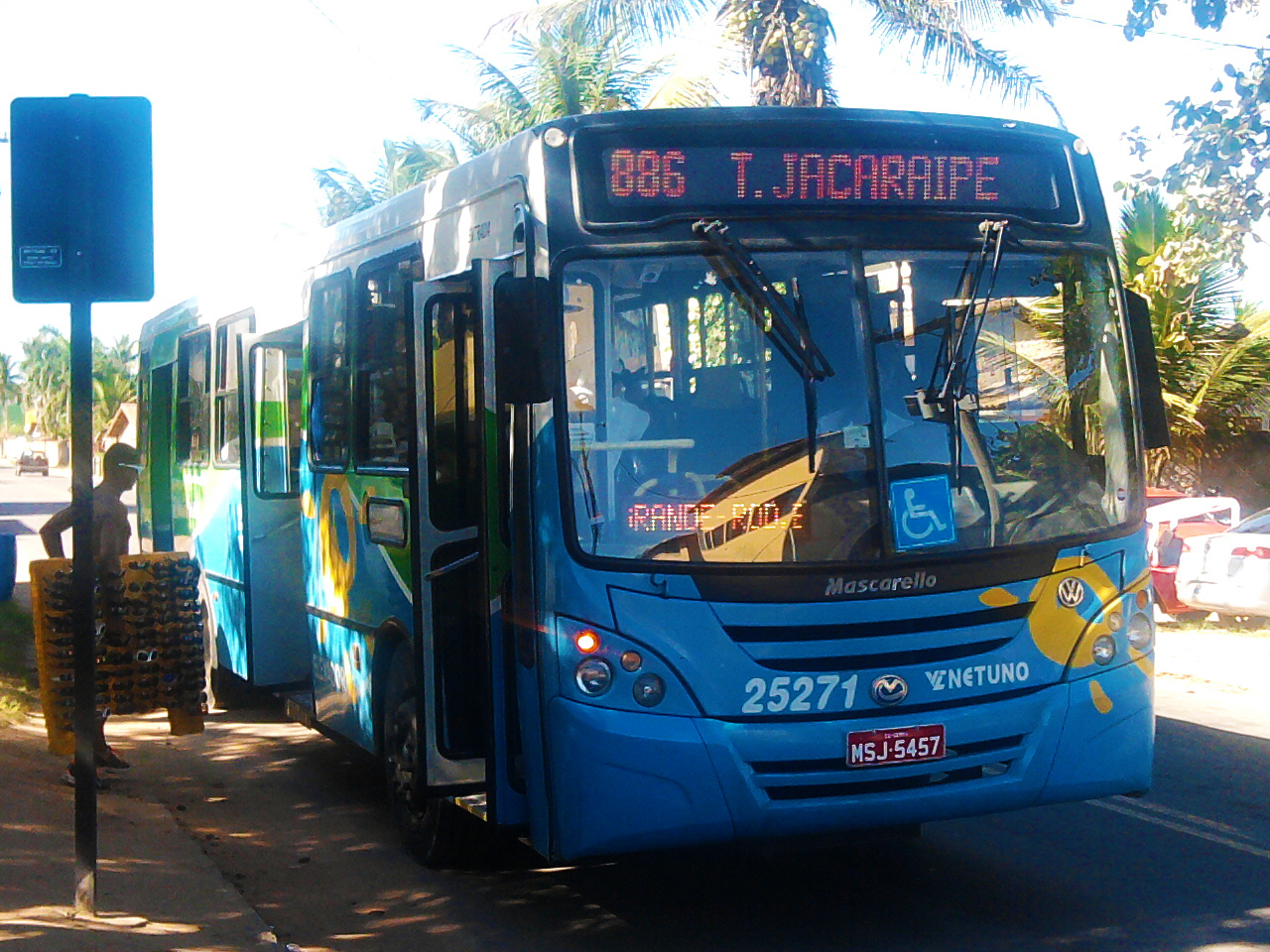
Veículo do Sistema Transcol com pintura da terceira fase no município de Serra.

O Sistema Transcol é o sistema metropolitano de transporte coletivo integrado de estrutura tronco-alimentadora que funciona dentro da Região Metropolitana de Vitória, no estado do Espírito Santo. O sistema teve seu início em 1989 e atualmente transporta mais de 17 milhões de passageiros mensais nos sete municípios de abrangência. A operação, exclusiva através dos ônibus, é realizada por 10 empresas privadas divididas em dois consórcios operadores e gerenciada pela Companhia de Transportes Urbanos da Grande Vitória (Ceturb-ES).

## Histórico
Em 1984, foi criada a Companhia de Transportes Urbanos da Grande Vitória – CETURB-GV, pela Lei Estadual n° 3.693/84, como uma empresa pública vinculada à Secretaria de Estado dos Transportes e Obras Públicas.
No período de 1986 a 1989, foram priorizadas ações técnicas para melhoria da qualidade e produtividade, ao mesmo tempo em que foram preservadas toda a história e memória do sistema anteriormente gerenciado pelo DETRAN do Espírito Santo.
Em 1989, com a construção do primeiro terminal urbano de integração de passageiros em Carapina, Serra, e com a aquisição, pelo governo estadual, do primeiro lote dos ônibus tipo Padron, de maior capacidade e conforto, iniciou-se a efetiva implantação do Sistema Transcol, com uma nova estrutura física, operacional e tarifária, adotando o modelo de operação tronco-alimentada, em substituição ao modelo radial concêntrico. Foi implantada a tarifa única integrada, em substituição a valores por linha.
Em 1994, a CETURB-GV implantou a tarifa com desconto, permitindo que os usuários que se deslocavam dentro de um mesmo município, integrando com mais de uma linha, pagassem apenas uma tarifa de valor reduzido.
Em 1996, o sistema passou por uma grave crise em que a frota total do sistema era de quase 700 ônibus apenas, visto que várias empresas tradicionais estavam passando por dificuldades, entre elas se destacaram a Viação Praiana, Viação Grande Vitória, Viação Santa Madalena, Viação Transpenha e a empresa pública CTC União, as duas últimas sendo adquiridas na época pelo Grupo Unimar, fato que colaborou para a criação da CPI do Transcol mais tarde. Das empresas citadas acima, a única que opera no sistema até hoje é a Viação Grande Vitória, que depois da crise alterou sua razão social e vendeu mais da metade de suas linhas.
Em 1996, as linhas alimentadoras receberam os primeiros lotes de veículos de 3 portas.
Em 1999, entrou em vigor a numeração padrão do sistema, a forma mais fácil de identificar os veículos de cada empresa, que consistia em um prefixo de dois dígitos, identificador da empresa, seguidos de outros três dígitos, que identificavam cada veículo. Na época de sua implantação, foi utilizado o critério de ordem alfabética para escolha da numeração, com exceção das empresas que ficaram com os números 15 ao 20, as quais foram invertidas:
| Prefixo | Nome                             | Observação                                                                                 |
| ------- | -------------------------------- | ------------------------------------------------------------------------------------------ |
| 11      | Brisamar                         | antiga Viação Litorânea                                                                    |
| 12      | Viação Flávia                    | antigas Viação Atlântica, Viação Formate e Viação Nova Formate                             |
| 13      | Granvitur Fretamento e Turismo   | utiliza o nome fantasia Viação Grande Vitória                                              |
| 14      | Viação Praia Sol                 | incluindo a antiga Viação Alvorada em Vila Velha                                           |
| 15      | Viação Satélite                  | incluindo a frota das antigas viações Santa Madalena e Vibmar                              |
| 16      | Viação Serrana                   | circula desde a década de 60 na Grande Vitória, já fez parte do Grupo Águia Branca         |
| 17      | Serramar Transportes Coletivos   | antiga Viação Santa Zita na Serra                                                          |
| 18      | Viação Serena                    | antiga União Transportes Coletivos                                                         |
| 19      | Seletrans Ltda                   | antiga Viação Praiana, extinta em 2003                                                     |
| 20      | Santa Zita Transportes Coletivos | entrou em operação em substituição à Vianense, apelidada inicialmente de Viação Raspadinha |
| 21      | Unimar Transportes Coletivos     | antiga Transpenha                                                                          |

A partir de 2000 entraram em operação as empresas: 
| Prefixo | Nome                                 | Observação |
| ------- | ------------------------------------ | --- |
| 22      | Metropolitana Ltda.                  | antigas viações Flávia e Santa Paula, foi incorporada à Unimar em 2009                                           |
| 23      | Expresso Santa Paula                 | antigas viações Brisamar em Cariacica e Floramar na Serra. Passou ao controle acionário do Grupo Omnibus em 2006 |
| 24      | TCP (Transportadora Carga Pesada)    | extinta em 2004, operava o serviço municipal de Viana                                                            |
| 25      | Viação Netuno                        | surgiu após o fim da Viação Satélite na Serra, foi extinta em 2013                                               |
| 26      | Floramar Auto Homnibus               | antigas viações Seletrans e Praiana, extinta em 2010                                                             |
| 27      | Nova Transporte                      | surgiu a partir da entrega de linhas da Metropolitana em Cariacica, é controlada pela Empresa Santa Zita         |
| 28      | Metropolitana Transportes e Serviços | cisão do Grupo Unimar, herdou o nome da empresa que operava inicialmente em Cariacica                            |
| 29      | Vereda                               | cisão da Viação Praia Sol                                                                                        |

Em dezembro de 1999, foi apresentado o nova pintura do sistema, os laranja e amarelo fortes foram substituídos por tons de azul e amarelo mais leves, formando o que na época chamava se "sorriso" na lateral dos ônibus.
Em 2000, foram implantados os seguintes programas:
- Programa Mão na Roda: destinado a pessoas com mobilidade reduzida (usuários de cadeira de rodas), com a utilização de ônibus e vans adaptadas com elevadores hidráulicos;
- Programa Olho Vivo: com a instalação de filmadoras no interior dos veículos, proporcionando maior segurança aos usuários e operadores, inibindo os constantes assaltos verificados;
- Transporte complementar: integrado ao Transcol, objetivando alcançar locais de difícil acesso ou de baixa demanda, com a utilização de micro-ônibus;

No mesmo ano, o sistema recebeu aqueles que, para muitos, são os melhores ônibus que o Transcol já teve, eram 6 unidades do Marcopolo Viale Scania L-94UB de piso baixo dianteiro, veículos que operaram no sistema até 2006, na época de lançamento deles no Transcol operavam a linha 500 com 2 veículos e a 503 outros 2, e 2 eram reservas. Nos últimos dias de operação, eles operavam sem linha fixa, e somente nos horários de pico, quase sempre na 532. Ainda em 2000 a porta traseira dos veículos com 3 portas começou a ser aberta para desembarque em qualquer ponto de ônibus.
Em 2001, teve alteração do tipo de "ficha" que era utilizado para integração das linhas alimentadoras para troncais, passando a ser utilizado um ticket semelhante aos do Metrô de São Paulo. Ainda em 2001 houve testes com um modelo de ônibus de 15 metros no sistema, em que passou por várias linhas e empresas, mas não foi aprovado. Em Novembro de 2001 entraram em operação os primeiros ônibus do Transcol com ar condicionado. Os 20 veículos ficavam distribuídos nas linhas 503, 504, 516, 526 e 527.
Em janeiro de 2002 entravam em operação duas novas empresas que eram a Metropolitana Ltda. e a Expresso Santa Paula, ambas pertencentes ao Grupo Unimar, absorveram a frota e as linhas das empresas Flavia e Brisamar, respectivamente. No mesmo ano entrava em operação as linhas municipais de Viana, operados pela Transportadora Carga Pesada (TCP), que foi extinta em 2004.
O ano de 2003 veio e a expectativa era grande por conta da possibilidade de compra de novos ônibus com ar condicionado e piso baixo, que chegou a ser anunciada na época. Mas a realidade na renovação foi outra. Por um lado, foi bom, pois foi o início da utilização de veículos alongados em linhas alimentadoras, e pela compra de 6 novos ônibus articulados, a última compra de veículos deste tipo havia sido feita em 1991. E o lado ruim é que foi o fim dos veículos Padrons com câmbio automático, e para piorar ainda mais, os veículos de ar condicionado e piso baixo anunciados no início do ano não apareceram nunca mais por aqui. No ano também aconteceu a venda da empresa Viação Praiana, que foi divida ao meio ficando o grupo mineiro das empresas Santa Zita, Serramar e Praia Sol com os veículos e linhas Troncais, e o Grupo Unimar com os veículos e linhas alimentadoras.
Em janeiro de 2004, entrava em operação a Auto Homnibus Floramar, nova empresa do Grupo Unimar que absorveu os veículos e linhas da extinta Viação Praiana. 2004 também foi o ano em que não houve renovação no Transcol.
Em Junho de 2005, mais de 19 meses após a última compra de novos ônibus, a Santa Zita Transportes Coletivos apresentou seus 10 novos ônibus Padron para o sistema, já com novos itens que viriam a ser obrigatórios no futuro, como o indicador de linha na traseira e a "bandeira eletrônica". Porém em novembro do mesmo ano, entraram em operação aqueles que são os últimos veículos tipo Padron do sistema Transcol, os da Viação Praia Sol. A partir de novembro de 2005, o sistema passou a utilizar somente veículos convencionais e articulados, encerrando assim o que seria uma evolução (utilização de veículos com motorização traseira) e regredindo a década de 1980 quando o transporte brasileiro era dominado por estes caminhões que carregam pessoas.
Caída a obrigatoriedade da utilização de veículos Padron no Transcol, em 2006 e 2007 houve uma grande renovação da frota do sistema, onde mais de 320 veículos foram comprados em menos de dois anos.
Em fevereiro de 2008, entravam em operação os primeiros ônibus com Elevador para cadeirantes, sendo 3 deles da operadora Santa Zita (20254, 20255 e 20256) e 12 da operadora Serena, porém, eles vieram ainda nas cores antigas do sistema, foram repintados em maio de 2008. Em 8 de abril de 2008 foi apresentada a nova padronização visual do sistema Transcol, chamado até hoje de "Novo Transcol", no evento foram apresentados os 8 novos articulados da operadora Santa Paula, os primeiros do estado a vir com motorização traseira. 2008 foi o ano de maior compra de novos articulados, cada operadora teve que adquirir pelo menos 04 veículos. Em 2009 entrou em operação os veículos conhecidos como "articolados", pois são uma "gambiarra" onde um chassi com motorização dianteira é "colado" a um reboque e encarroçado.
Em outubro de 2010, entraram em operação os novos ônibus projetados para operação em corredores exclusivos, são confirmados até 29 de novembro de 2010, a compra de 87 veículos convencionais com 5 portas e 8 articulados com 6 portas. Mas porem esses ônibus foram reprovados pela Ceturb e não serão utilizados para operação do BRT, com exceção dos veículos articulados que devem ser aproveitados.
Em 2014, houve a maior renovação de frota do sistema com a compra de 500 veículos e foi apresentada uma nova pintura no sistema, dessa vez com as cores Azul e Branco. Nessa nova etapa os nomes das empresas de ônibus foram retirados das latarias e no lugar ficaram apenas os nomes dos consórcios (Atlântico Sul e Sudoeste) e no lugar foi apresentados os novos logotipos da Ceturb e do Transcol. As empresas de ônibus são identificadas apenas pelas numerações 11xxx, 12xxx, 13xxx, 14xxx, 15xxx, 16xxx, 21xxx, 22xxx, 23xxx, 24xxx e 25xxx. 
No final do ano de 2015, a Viação Tabuazeiro, que atuava apenas no sistema municipal de Vitória entra no Sistema Transcol comprando a empresa Metropolitana Transportes e Serviços, que inclui a garagem, frota e mão de obra. 
Em 2019, foi realizada a ampliação do sistema de bilhetagem eletrônica através do projeto Bilhete Único Metropolitano e as linhas municipais dos municípios de Vitória e Vila Velha operadas pelas empresas Viação Grande Vitória, Viação Tabuazeiro, Viação Sanremo e Unimar Transportes passaram a aceitar cartões Transcol para pagamento da tarifa assim como o Sistema Transcol passou a aceitar os antigos cartões Siga Vitória e Sanremocard. Com isso, entre o final de 2019 e início de 2020, está previsto a integração das linhas municipais com o Sistema Transcol, onde o morador poderá embarcar num ônibus municipal dentro do bairro onde reside e ir até a avenida mais próxima e embarcar no 2º ônibus gratuitamente. 
No mês de junho, começaram a circular os primeiros ônibus do sistema equipados com Ar-Condicionado, Wi-fi gratuito e sem cobradores, causando polêmica, pois esses novos ônibus só é aceito o pagamento da tarifa pelos cartões Transcol.  
Em 01 de Junho de 2019, a Viação Grande Vitória foi vendida pelos antigos proprietários: a empresária Simone Chieppe Moura, que já atuou na administração de outras empresas do sistema até o ano de 2019. A empresa pertencia ao Grupo Viação Joana D´Arc de Colatina desde da década de 70.   
Em 10 de maio de 2020, o Sistema Municipal de Vitória, anteriormente gerenciado pela Prefeitura de Vitória é extinto e o Sistema Transcol assumiu a operação das linhas municipais que passaram a ser alimentadoras, mantendo os códigos das linhas e os trajetos. Com essa mudança, moradores de bairros de Vitória que não eram atendidos pelo sistema metropolitano podem embarcar na linha alimentadora e fazer a integração das linhas troncais nas principais avenidas da cidade usando o cartão Bilhete Único Metropolitano. 
Em 15 de Setembro de 2022, a empresa Metropolitana Transportes e Serviços é excluída do Sistema Transcol após sucessivas paralisações de funcionários por atrasos de pagamento dos salários e benefícios e a falta de renovação de frota. Outras empresas do sistemas assumiram oficialmente as linhas a partir dessa data. 
A tarifa cobrada pelo sistema tem o custo de R$ 4,90 (de Segunda a Sábado e feriados) e R$ 4,30 (aos domingos). Idosos, portadores de deficiência física (e acompanhantes) e estudantes da rede pública (estadual e federal) possui passe livre com limite de utilização de duas passagens por dia (ida e volta) nos dias úteis. Os demais estudantes (da rede particular e municipal) tem direito a meia passagem (desconto de 50%) com uso limitado a 06 (seis) vezes por dia.
O serviço BikeGv também sai de R$ 2,35 para R$ 2,45.  O aquaviário, que é integrado ao Sistema Transcol, também sofreu alteração no preço da passagem. 

## Licitação

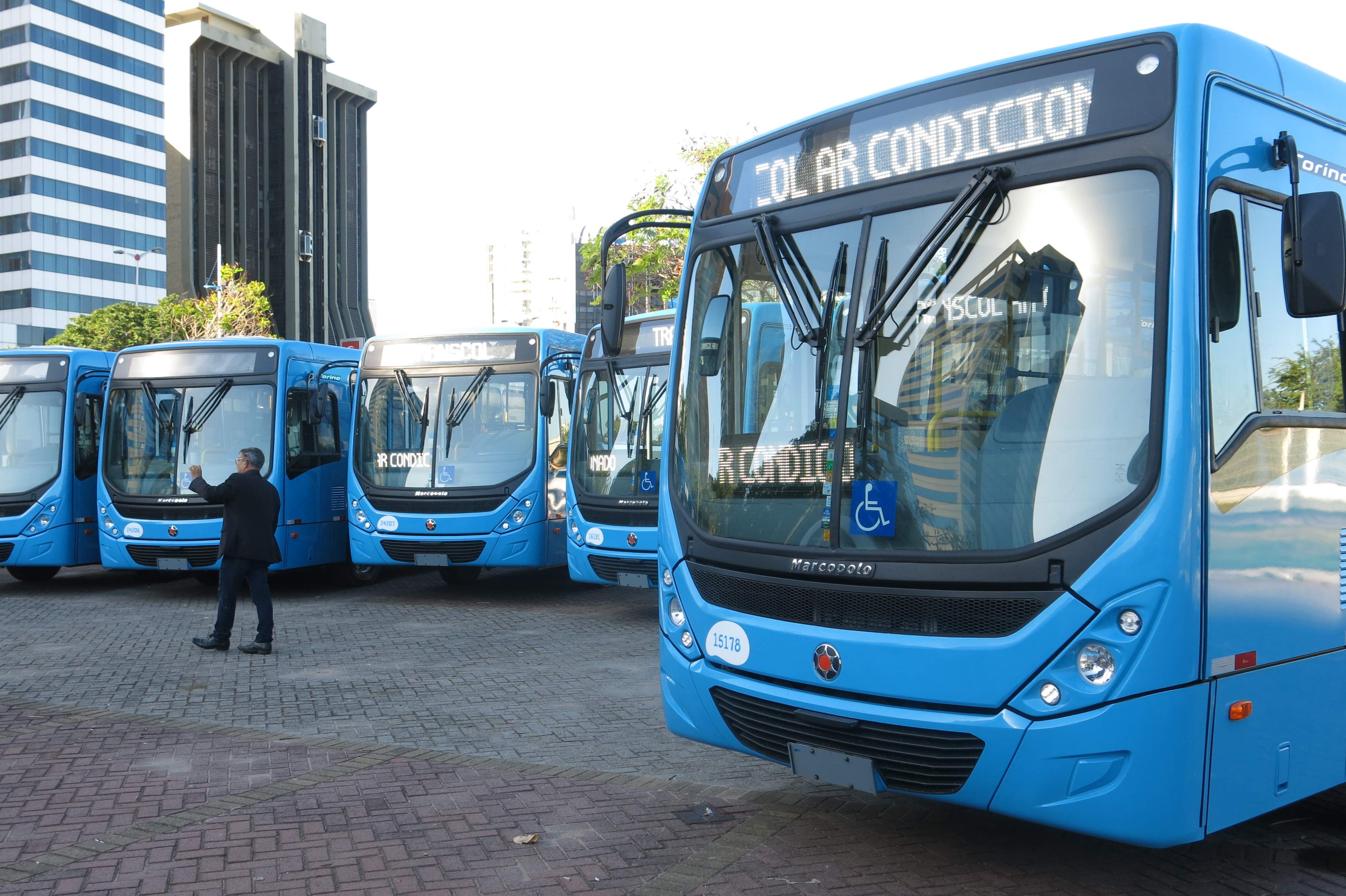
Carros do sistema Transcol com ar-condicionado, na quarta fase da pintura, em junho de 2019.

Em 2014, foi realizada uma licitação para a operação do sistema Transcol para os próximos 25 anos, as empresas vencedoras foram os consórcios Atlântico Sul e Sudoeste formado pelas mesmas atuais empresas que operam antes, sem nenhuma nova empresa operando. A única empresa que foi excluída da licitação foi a Viação Netuno que foi extinta meses antes da licitação.
Obs: As Linhas Troncais são de abrangência em toda a região metropolitana da Grande Vitória.

### Consorcio Atlântico Sul
| Prefixo | Nome                                | Grupo Proprietário | Região de Atuação | Sede          |
| ------- | ----------------------------------- | ------------------ | --- | ------------- |
| 12      | Viação Praia Sol Ltda               | Grupo Scandia/MG   | Linhas Troncais e linhas alimentadoras de Vila Velha (área central de Vila Velha) e Cariacica (região da Leste-Oeste)                    | Vila Velha/ES |
| 13      | Vereda Transportes Coletivos Ltda   | Grupo Scandia/MG   | Linhas Troncais e linhas alimentadoras de Vila Velha (Região 5 - Grande Terra Vermelha) e Guarapari (Região Norte do município)          | Vila Velha/ES |
| 14      | Serramar Transportes Coletivos Ltda | Grupo Scandia/MG   | Linhas Troncais e linhas alimentadoras da Serra (Grande parte do município), Fundão (litoral do município) e Aracruz (bairro Rio Preto). | Serra/ES      |
| 15      | Viação Serrana Ltda                 | Grupo Omnibus/MG   | Linhas Troncais e linhas alimentadoras da Serra (Serra Sede e parte do litoral norte do município) e Fundão (distrito de Timbuí).        | Serra/ES      |
| 16      | Expresso Santa Paula Ltda           | Grupo Omnibus/MG   | Linhas Troncais e linhas alimentadoras da Serra (área central do município e parte do litoral) e de Vitória (bairro Jardim Camburi)      | Serra/ES      |

Empresas Descredenciadas do Sistema
| Prefixo | Nome                                     | Grupo Proprietário  | Região de Atuação | Sede          | Motivo da Saida do Sistema |
| ------- | ---------------------------------------- | ------------------- | --- | ------------- | -------------------------- |
| 11      | Metropolitana Transportes e Serviços S/A | Grupo Tabuazeiro/ES | Linhas Troncais e linhas alimentadoras de Vitória (Grande Goiabeiras, região de Santo Antônio e algumas bairros da Grande Maruipe), Vila Velha (região de São Torquato), Cariacica (Grande Porto de Santana e região da Leste-Oeste) e Guarapari (Região Norte do município) | Vila Velha/ES | Grave Crise Financeira     |

### Consórcio Sudoeste
| Prefixo | Nome                                  | Grupo Proprietário                                             | Região de atuação | Sede         |
| ------- | ------------------------------------- | -------------------------------------------------------------- | --- | ------------ |
| 21      | Santa Zita Transportes Coletivos Ltda | Grupo Santa Zita/ES                                            | Linhas Troncais e linhas alimentadoras de Vila Velha (área rural do município, as margens da BR-101), Cariacica (parte norte da BR-101/BR-262), Viana (parte norte da BR-101/BR-262 e zona rural do município)                                    | Viana/ES     |
| 22      | Nova Transportes Ltda                 | Grupo Santa Zita/ES                                            | Linhas Troncais e linhas alimentadoras de Cariacica (parte sul da BR-101/BR-262) e Viana (parte sul da BR-101/BR-262) | Cariacica/ES |
| 23      | Viação Grande Vitória S/A             | Lion Capital Holding de Investimentos Participações LTDA. (ES) | Linhas Troncais e linhas alimentadoras de Vitória (Grande Santo Antônio, Grande São Pedro, Bairro da Penha/Grande Maruipe e Jardim Camburi), Cariacica (região de Alto Boa Vista e bairros próximos do Terminal Jardim América).                  | Vitória/ES   |
| 24      | Unimar Transportes Ltda               | Grupo Unimar/ES                                                | Linhas Troncais e linhas alimentadoras da Vitória (Jardim Camburi, Grande Goiabeiras, região de Bairro da Penha e Maruipe), Serra (região de José de Anchieta, região de Feu Rosa, região de Barcelona e algumas linhas do litoral do município). | Serra/ES     |
| 25      | Viação Satélite Ltda                  | Grupo Planeta/ES                                               | Linhas Troncais e linhas alimentadoras de Cariacica (região de Porto de Santana e Cariacica Sede, todos na parte norte da BR-101/BR-262). | Cariacica/ES |

## Terminais

### Terminais em funcionamento
Na Grande Vitória, há 10 (dez) terminais de integração do Transcol operantes distribuídos nos municípios atendidos, com exceção de Guarapari, Fundão, Viana e Vitória. São eles:

#### Cariacica
- Terminal de Campo Grande, localizado em Cruzeiro do Sul, próximo ao Faça Fácil Cariacica, Shopping Moxuara e a CEASA.
- Terminal de Itacibá, localizado no bairro homônimo, próximo ao IFES Campus Cariacica e o Supermercado Casagrande.
- Terminal de Jardim América, localizado no bairro homônimo, próximo a Estação Ferroviária Pedro Nolasco e ao IEMA.

#### Serra
- Terminal de Carapina, localizado no bairro Rosário de Fátima, próximo a portaria Carapina da Vale. Foi o primeiro terminal de integração a entrar em operação.
- Terminal de Laranjeiras, localizado no bairro CIVIT II, próximo a Faculdade Doctum, Supermercados BH e da garagem da empresa Santa Paula.
- Terminal de Jacaraípe, localizado no bairro de São Pedro, em uma das entradas do balneário de Jacaraípe.

#### Vila Velha
- Terminal do IBES,, localizado no bairro Santa Inês, próximo a Avenida Carlos Lindenberg.
- Terminal de São Torquarto, localizado no bairro homônimo, próximo ao INCRA e ao Hospital dos Ferroviários.
- Terminal de Vila Velha, localizado no bairro Divino Espírito Santo, próximo a Faculdade Estácio de Sá, Colégio Darwin e Hospital Vila Velha.
- Terminal de Itaparica, localizado no bairro Jockey de Itaparica, próximo a Rodoviária de Vila Velha e ao Boulevard Shopping Vila Velha.

### Terminais desativados
- Terminal Dom Bosco, localizado no bairro Forte São João, Vitória. Foi por muitos anos o terminal mais movimentado da Grande Vitória por receber diversas linhas de vários pontos da metrópole. Possuía uma precária infraestrutura e mau estado de conservação. Ao serem inaugurados os terminais de Jardim América e São Torquato em 2009, o Terminal Dom Bosco foi desativado e a rua onde ele estava instalado foi devolvida à Prefeitura de Vitória. Foi executado um projeto de urbanização, que construiu uma avenida de ligação entre a Beira Mar e a Avenida Vitória. Atualmente, o local serve de ciclovia entre as duas avenidas.

## Empresas
É possível visitar as empresas dos consórcios Atlântico Sul e Sudoeste. É necessário ter o Registro Geral (RG) em mãos para ser identificado.

### Serra
- Viação Expresso Santa Paula

Endereço: R. 1D, 178 - Civit II, Serra - ES, 29168-064  
Telefone: (27) 3064-7676
- Viação Serramar Transporte Coletivo

Endereço: Av. Terceira Avenida, 355 - São Diogo I, Serra - ES, 29164-008  
Telefone: (27) 93348-0025
- Viação Unimar Transportes

Endereço: Av. Cel. Manoel Nunes, 1336 - Parque Res. Laranjeiras, Serra - ES, 29162-571  
Telefone: (27) 2104-7575
- Viação Serrana

Endereço: Rod. BR 101 Norte, 1458 - Jardim da Serra, Serra - ES, 29164-038  
Telefone: (27) 3251-8050

### Vitória
- Viação Grande Vitória

Endereço: Rodovia Serafim Derenzi, 2715 - Grande Vitória, Vitória - ES, 29024-185  
Telefone: (27) 2121-1811

### Vila Velha
- Viação Praia Sol / Viação Vereda

Endereço: Rua Humberto Lorenzutti, S/N - Nossa Sra. da Penha, Vila Velha - ES, 29110-180  
Telefone: (27) 3320-0511

### Cariacica
- Viação Nova Transporte / Santa Zita Transportes

Endereço: R. Padre Cícero - São Francisco, Cariacica - ES, 29145-404  
Telefone: (27) 3336-7920
- Viação Satélite

Endereço: Rod. Gov. José Henrique Sette, s/n - Planeta, Cariacica - ES, 29156-775  
Telefone: (27) 3346-4255